# VTEX
VTEX é uma multinacional brasileira de tecnologia com foco em cloud commerce desenvolvedora da plataforma VTEX Cloud Commerce, disponibilizada no mercado como SaaS, com atuação global e com clientes como Sony, Walmart, Whirlpool, Coca-Cola, Stanley Black & Decker, AB InBev, Nestlé, Carrefour e mais de 3.200 lojas em 38 países.
A VTEX iniciou sua expansão regional em 2012 em países vizinhos da América Latina, e entrou nos mercados dos Estados Unidos e da Europa em 2017. Em 2020, a empresa recebeu US $ 365 milhões de investidores Softbank, Tiger Global, Lone Pine Capital, Constellation e Endeavor Catalyst, trazendo a avaliação total atual da empresa para US $ 1,7 bilhão. 
A empresa se tornou a primeira empresa da América Latina a ter sua plataforma de comércio eletrônico citada pelo Gartner Group no “Gartner Global E-commerce Vendor Guide” como fornecedor de plataforma e-commerce SaaS. Em 2020, foi nomeada Líder nas Plataformas de Comércio Digital no IDC MarketScape Worldwide B2C de 2020 e classificada como "Visionária" no Quadrante Mágico para Comércio Digital da Gartner também em 2020.
Hoje, tem mais de 1.700 funcionários e 18 operações. 